# ソヴィエトスター
ソヴィエトスター (Soviet Star) はアメリカ合衆国生産の競走馬。フランスで調教を受けG1競走5勝を挙げる。イギリス、日本、アイルランドで種牡馬となった。同じヌレイエフ産駒でG1競走10勝のミエスクと3度戦い、1度だけ勝利している。

## 戦績
1986年10月30日のサモレ賞で、アラン・ルクー騎手騎乗でデビュー。このデビュー戦を1着で勝ち上がると、次走、年明け初戦となる1987年4月20日のフォンテンブロー賞もグレヴィル・スターキー騎手騎乗で勝利し、重賞初勝利を果たす。そして5月10日のプール・デッセ・デ・プーラン（仏2000ギニー）も制し、デビューから3連勝でG1勝利を達成した。その後、ジャンプラ賞とセントジェームズパレスステークスは2着に惜敗したが、サセックスステークスで勝利しG1競走2勝目を挙げた。
同時期、フランスにはマイル戦で快進撃を続ける牝馬のミエスクがいた。1000ギニー、プール・デッセ・デ・プーリッシュ（仏1000ギニー）、ジャック・ル・マロワ賞を勝利しているG1競走5勝の強豪である。この2頭がムーラン・ド・ロンシャン賞を走ることになる。この年のマイルチャンピオン同士の対決であった。勝負はミエスクが勝利し、ソヴィエトスターは2馬身1/2差の2着に敗れた。次走のフォレ賞は2着ハイエストオナーに1馬身差をつけて勝利し、G1競走3勝目を挙げた。
休養後の1988年4月22日、トラストハウスフォルテマイルも2着シェイディハイツに2馬身1/2差をつけ勝利。なお、このレースからソヴィエトスターには、キャッシュ・アスムッセン騎手が騎乗することとなる。次走、6月14日のクイーンアンステークスは2着に敗れたが、7月7日のジュライカップには勝利し、G1競走4勝目を挙げた。
8月14日のジャック・ル・マロワ賞では、再びミエスクと対戦するも4着。しかし9月4日のムーラン・ド・ロンシャン賞にて、3度目の対決となったミエスクを直線での競り合いの後、アタマ差に押さえて勝利。ついに雪辱を果たした。次走、9月24日のクイーンエリザベス2世ステークスでは、ウォーニングから8馬身差の4着と完敗し、このレースを最後に引退となった。

## 引退後
1989年よりイギリスで種牡馬入り。1995年から日本のブリーダーズ・スタリオン・ステーションで、2000年からアイルランドで供用されていた。
2014年10月7日、余生を送っていたアイルランドのバリーリンチスタッドで死亡した。享年30歳だった。

## 代表産駒

### 日本国外調教馬
- アシュカラニ（プール・デッセ・デ・プーラン、ムーラン・ド・ロンシャン賞）
- スタークラフト（ムーラン・ド・ロンシャン賞、クイーンエリザベス2世ステークスなどG1競走6勝）
- スターボロー（ジャンプラ賞、セントジェームズパレスステークス）
- ソヴィエトライン（ロッキンジステークス2回、香港国際ボウル）
- リンピド（パリ大賞）

### 日本調教馬
- セフティーエンペラ（福島記念）
- メイプルスプリング（クイーン賞）

## 血統
父ヌレイエフは産駒にミエスク、シアトリカル、スピニングワールド、パントルセレブル、ハートレイクがいるなど活躍馬多数。日本の産駒にはブラックホークなどがいる。母の父ヴェンチアは日本にて多くの重賞勝ち馬を輩出する。
またソヴィエトスターの半姉には、米G1のサンタバーバラハンデキャップを勝ち、第1回ジャパンカップで1番人気3着に敗れたザベリワン（父One for All）がいる。

### 血統表
| ソヴィエトスターの血統（ヌレイエフ系 / Hyperion、Pharos 5x5=6.25%） | ソヴィエトスターの血統（ヌレイエフ系 / Hyperion、Pharos 5x5=6.25%） | ソヴィエトスターの血統（ヌレイエフ系 / Hyperion、Pharos 5x5=6.25%） | （血統表の出典） | （血統表の出典） |
| 父 Nureyev 1977 鹿毛                                                | 父の父Northern Dancer 1961 鹿毛                                     | Nearctic                                                            | Nearco           | Nearco           |
| 父 Nureyev 1977 鹿毛                                                | 父の父Northern Dancer 1961 鹿毛                                     | Nearctic                                                            | Lady Angela      |                  |
| 父 Nureyev 1977 鹿毛                                                | 父の父Northern Dancer 1961 鹿毛                                     | Natalma                                                             | Native Dancer    | Native Dancer    |
| 父 Nureyev 1977 鹿毛                                                | 父の父Northern Dancer 1961 鹿毛                                     | Natalma                                                             | Almahmoud        |                  |
| 父 Nureyev 1977 鹿毛                                                | 父の母Special 1969 鹿毛                                             | Forli                                                               | Aristophanes     | Aristophanes     |
| 父 Nureyev 1977 鹿毛                                                | 父の母Special 1969 鹿毛                                             | Forli                                                               | Trevisa          |                  |
| 父 Nureyev 1977 鹿毛                                                | 父の母Special 1969 鹿毛                                             | Thong                                                               | Nantallah        | Nantallah        |
| 父 Nureyev 1977 鹿毛                                                | 父の母Special 1969 鹿毛                                             | Thong                                                               | Rough Shod       |                  |
| 母 Veruschka 1967 鹿毛                                              | 母の父ヴェンチア 1957 黒鹿毛                                        | Relic                                                               | War Relic        | War Relic        |
| 母 Veruschka 1967 鹿毛                                              | 母の父ヴェンチア 1957 黒鹿毛                                        | Relic                                                               | Bridal Colors    |                  |
| 母 Veruschka 1967 鹿毛                                              | 母の父ヴェンチア 1957 黒鹿毛                                        | Rose o'Lynn                                                         | Pherozshah       | Pherozshah       |
| 母 Veruschka 1967 鹿毛                                              | 母の父ヴェンチア 1957 黒鹿毛                                        | Rose o'Lynn                                                         | Rocklyn          |                  |
| 母 Veruschka 1967 鹿毛                                              | 母の母Marie d'Anjou 1954 栗毛                                       | Vandale                                                             | Plassy           | Plassy           |
| 母 Veruschka 1967 鹿毛                                              | 母の母Marie d'Anjou 1954 栗毛                                       | Vandale                                                             | Vanille          |                  |
| 母 Veruschka 1967 鹿毛                                              | 母の母Marie d'Anjou 1954 栗毛                                       | Marigold                                                            | Panipat          | Panipat          |
| 母 Veruschka 1967 鹿毛                                              | 母の母Marie d'Anjou 1954 栗毛                                       | Marigold                                                            | Theodora         |                  |